# Eupithecia slossonata
Eupithecia slossonata är en fjärilsart som beskrevs av Mcdunnough 1949. Eupithecia slossonata ingår i släktet Eupithecia och familjen mätare. Inga underarter finns listade i Catalogue of Life.